# Dolgoprudni
Dolgoprudni - Долгопрудный (rus) - és una ciutat de l'óblast de Moscou, a Rússia. El nom de la vila deriva del rus Долгий пруд, 'dolgui prud', literalment "pantà llarg", que es refereix a la bassa llarga i estreta que es troba a la part nord-est de la vila. El nom de Dolgoprudni, però, de vegades s'escurça en Dolgopa.
Dolgoprudni limita a l'oest amb Khimki i al sud amb Moscou, de qui queda separada per l'autopista perifèrica MKAD. Al sud-oest queda bordejada pel canal de Moscou i al nord pel dipòsit Kliazminskoie.

## Història
Un poble anomenat Vinogràdovo, a l'indret de la vila actual, ja era conegut almenys d'ençà el segle xvii. Una via ferroviària hi fou construïda el 1900 i una estació el 1914. La localitat començà a desenvolupar-se quan s'hi construí una fàbrica de dirigibles el 1931. L'enginyer aeronàutic italià Umberto Nobile hi treballà durant cinc anys al llarg dels anys 1930. Durant molts anys la vila s'anomenà Drijablestroi, que significa "construcció de dirigibles".
El 1951 el cèlebre Institut de Física i de Tecnologia de Moscou fou transferit a Dolgoprudni, i començà la construcció del seu campus actual a la part sud de la vila, inspirada per Piotr Kapitsa, Lev Landau i Nikolai Semiónov, tres laureats del premi Nobel.
La ciutat té indústries de construcció mecànica i indústries químiques també. Tingué un desenvolupament prou ràpid amb les construccions residencials i comercials a causa del seu emplaçament favorable i de la forta demanda d'allotjament a la perifèria de Moscou.